# Bulair
Bolayır ou Bulair é uma aldeia localizada na parte européia da Turquia. 
Na Primeira Guerra dos Bálcãs o exército da Bulgária conseguiu interromper um contra-ataque turco próximo a este local, no confronto que ficou conhecido como batalha de Bolayır.